# سوکوتا
سوکوتا (انگلیسی: Socotá) یک منطقه مسکونی در کشور کلمبیا است.